# Notropis semperasper
Notropis semperasper är en fiskart som beskrevs av Gilbert, 1961. Notropis semperasper ingår i släktet Notropis och familjen karpfiskar. IUCN kategoriserar arten globalt som sårbar. Inga underarter finns listade i Catalogue of Life.